# Hamburg-America Line

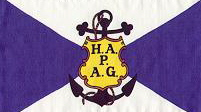
HAPAG vlag

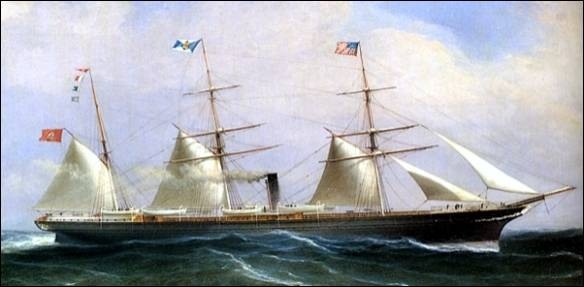
De Borussia met hulpzeilen (1856)

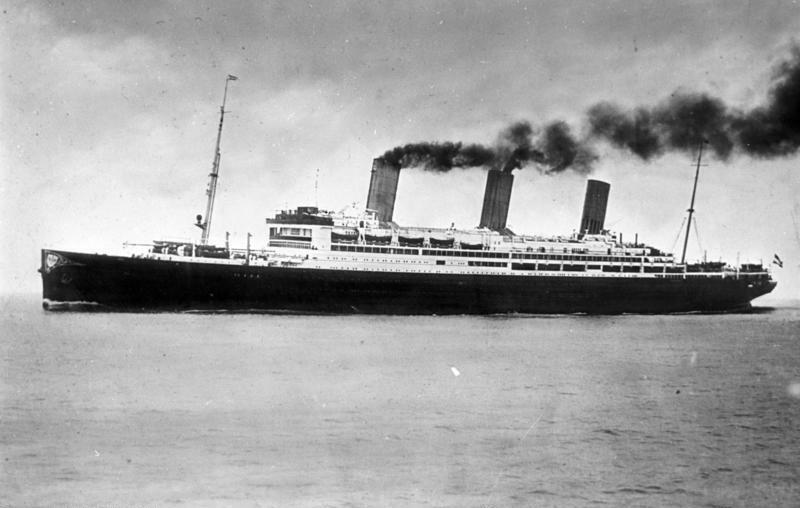
SS Vaterland

Hamburg-Amerikanische Packetfahrt-Actien-Gesellschaft (HAPAG) was een Duitse rederij, en werd op 27 mei 1847 opgericht. Omdat de rederij startte met een route van Hamburg naar Noord-Amerika, raakte later ook de naam Hamburg-America Line ingeburgerd.

## Geschiedenis
In 1848 begon de rederij met een dienst op de Verenigde Staten. Voor deze dienst had het drie zeilschepen in de vaart. Dit was van korte duur want in 1856 kwam het eerste stoomschip, de Borussia in de vaart. Rond 1860 waren de laatste zeilschepen uit de vloot verdwenen. In 1880 bestond de vloot uit 20 schepen die jaarlijks 80.000 passagiers en verder vracht en post vervoerden van Hamburg naar de Verenigde Staten.
De rederij werd vooral bekend onder zijn directeur Albert Ballin. Hij werd in 1886 een van de directeuren van de rederij en later zelfs de topbestuurder. Onder zijn leiding groeide HAPAG uit tot de grootste rederij ter wereld in 1914. Hij bestelde ook de grootste passagiersschepen van de maatschappij: de Imperator, de Vaterland en de Bismarck. Vlak voor het uitbreken van de oorlog bestond de vloot uit 175 schepen. Na de eerste schotenwisseling werd beslag gelegd op de schepen in buitenlandse havens van de Entente en de helft van de HAPAG vloot was hiermee uit de vaart. De overige schepen werden in Duitse havens opgelegd of voor Duitse oorlogsdoeleinden gebruikt. Na de oorlog was de vloot gedecimeerd, de schepen waren of in beslag genomen, gezonken of als onderdeel van de herstelbetalingen aan de geallieerden overgedragen. Ballin stierf een paar dagen voor de wapenstilstand aan een overdosis slaappillen.

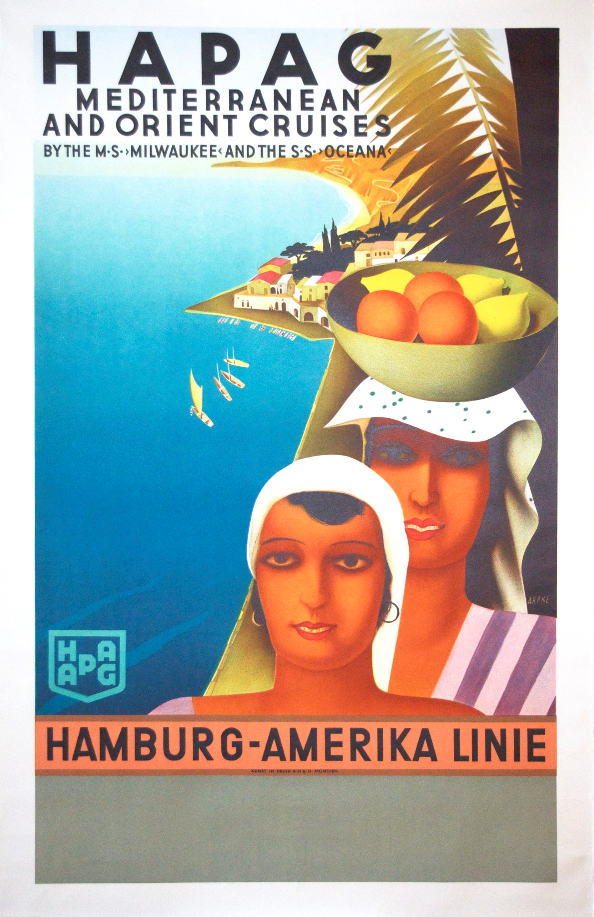
Plakat: "Middellandse Zee en Oriënt", Otto Arpke (1931)

Onder leiding van Wilhelm Cuno wist HAPAG met staatshulp snel weer een nieuwe vloot op te bouwen en in 1926 telde het alweer 173 schepen. Tijdens de Grote Depressie daalden wereldwijd de economische activiteiten en de rederij nam schepen uit de vaart. Bij het uitbreken van de Tweede Wereldoorlog was de vloot met zo'n 30% ingekrompen. Tijdens de oorlog ging wederom de gehele vloot verloren. Pas begin jaren vijftig kon met de wederopbouw worden begonnen en begin jaren zestig was het weer de grootste rederij van Duitsland met zo'n 50 schepen.
In 1970 ging het bedrijf door een fusie met de concurrent Norddeutscher Lloyd over in Hapag-Lloyd.

## Bekende schepen
- Deutschland (1900)
- Amerika (1905)
- Ypiranga (1908)
- Imperator (1913
- Vaterland (1914)
- Bismarck (1914)

## Naslagwerk
- (de)  1847–1997, Mein Feld ist die Welt – 150 Jahre Hapag-Lloyd. Auteurs: Susanne Wiborg en Klaus Wiborg. Festschrift herausgegeben von der Hapag-Lloyd AG, Hamburg 1997.